# Cuthred av Wessex
Cuthred av Wessex, död 756, var en engelsk monark. Han var kung av Wessex 740–756. 